# オム・プリ
オム・プリ（Om Rajesh Puri OBE (ヒンディー語: ओम पुरी) 1950年10月17日 - 2017年1月6日）は、インドの俳優。ハリヤーナー州アンバーラー生まれ。
インド映画テレビ研究所を卒業後、1973年に国立演劇学校に入学。
インドを代表する俳優となり、イギリス映画やハリウッド映画にも出演するようになる。特に『ぼくの国、パパの国』では、英国アカデミー賞主演男優賞にノミネートされるなど国際的に高い評価を受けた。
2004年に大英帝国勲章(OBE)を授与された。
2017年1月6日、心臓発作により逝去。66歳没。

## 主な出演作品
- 遠い道 Sadgati (1981)
- ガンジー Gandhi (1982)
- ナラシンハ Narasimha (1991)
- シティ・オブ・ジョイ City of Joy (1992)
- ウルフ Wolf (1994)
- ゴースト&ダークネス The Ghost and the Darkness (1996)
- ぼくの国、パパの国 East Is East (1999)
- ヘー・ラーム (2000)
- CODE46 Code 46 (2003)
- DON -過去を消された男- Don (2006)
- チャーリー・ウィルソンズ・ウォー Charlie Wilson's War (2007) ムハンマド・ジア＝ウル＝ハク役
- テロ・ポイント ロンドン爆破へのカウントダウン Shoot on Sight (2007) 日本劇場未公開
- Singh Is Kingg (2008) 日本劇場未公開
- デリー6 Delhi-6 (2009) 日本劇場未公開
- ダバング 大胆不敵 Dabangg (2010)
- 闇の帝王DON 〜ベルリン強奪作戦〜 Don 2（2011）
- ミッシング・ポイント The Reluctant Fundamentalist (2012) 日本劇場未公開
- マダム・マロリーと魔法のスパイス THE HUNDRED-FOOT JOURNEY (2014)
- ラクシュミー 女神転聖 Waarrior Savitri (2016)
- バジュランギおじさんと、小さな迷子 Bajrangi Bhaijaan (2015)
- インパクト・クラッシュ Ghazi (2017)
- 英国総督 最後の家 Viceroy's House (2017)